# Saint-Jodard
Saint-Jodard là một xã trong tỉnh Loire miền trung nước Pháp.